# Verlagshaus GeraNova Bruckmann
Die GeraNova Bruckmann Verlagshaus GmbH ist ein deutscher Verlag mit Sitz in München. Es publiziert Bücher, Zeitschriften, Kalender, DVDs, Online-Portale, E-Books und Apps rund um die Themen Tourismus, Outdoor und Sport, Natur, Kulinarik, Kreatives Gestalten, Kultur und Fotografie, Geschichte und Regionalgeschichte sowie Automobil, Motorrad, Eisenbahn, Modellbau, Nahverkehr, Luftfahrt und Militärgeschichte.

## Geschichte
2003 wurden die Verlage Bruckmann und GeraNova (heute GeraMond) unter dem Dach des GeraNova Bruckmann Verlagshauses vereinigt. 2004 kamen der C. J. Bucher Verlag (heute Bucher Verlag) sowie der J. Berg Verlag hinzu. Im Juni 2008 übernahm das Verlagshaus GeraNova Bruckmann die beiden Verlage Christian Verlag und Frederking & Thaler von der damaligen Prestel Publishing Group.
Ab 2009 publizierte GeraNova Bruckmann gemeinsam mit der Funke Mediengruppe in der Landidee Verlags GmbH die Zeitschrift Landidee und Line-Extensions und ab 2012 ebenfalls gemeinsam mit der Funke Mediengruppe in der Ein Herz für Tiere Media GmbH die Zeitschrift Ein Herz für Tiere und weitere Tierzeitschriften. Im Juli 2015 übernahm die Funke Mediengruppe die Anteile von GeraNova Bruckmann an der Landidee Verlags GmbH und GeraNova Bruckmann die Anteile der Funke Mediengruppe an der Ein Herz für Tiere Media GmbH. Im August 2016 erwarb die Ein Herz für Tiere Media GmbH die Zeitschrift Mein Hund und Ich vom Pabel-Moewig Verlag und im Januar 2021 die Zeitschrift Dogs von Gruner + Jahr.
Im November 2013 wurde vom Jahreszeiten Verlag die Zeitschrift Selber machen übernommen und im November 2018 die Zeitschrift Zuhause Wohnen. Außerdem wurde im Oktober 2014 die Alba Publikation erworben, bei der unter anderem das Eisenbahn Magazin erschien, und im Juli 2020 die VGB Verlagsgruppe Bahn von der Funke Mediengruppe, die unter anderem die Zeitschriften Der Modelleisenbahner und MIBA herausgab.
Im Januar 2014 wurde der Erfurter Sutton Verlag übernommen und im Januar 2017 der Silberburg-Verlag aus Tübingen. Außerdem erwarb die Tochtergesellschaft Christian Verlag im September 2018 das Buchprogramm des Christophorus Verlags.
Im März 2016 wurden 50 Prozent der Anteile an G+J NG Media und 51 Prozent der Anteile an der NG Malik Buchgesellschaft vom Piper Verlag erworben. Die übrigen Anteile hielt weiterhin Gruner + Jahr. Bei G+J NG Media erschien unter anderem National Geographic Deutschland. Im Januar 2020 wurde die Lizenz zur Herausgabe von National Geographic Deutschland von Gruner + Jahr übernommen, gleichzeitig gingen die bei Gruner +Jahr verbliebenen Anteile an der Buch- und der Zeitschriftengesellschaft an GeraNova Bruckmann über. Der Verleger Clemens Schüssler wurde im Januar 2021 mit dem LifetimeAward der ITB BuchAwards ausgezeichnet. Seit Januar 2021 kooperiert das Verlagshaus mit der SZ Edition, der Buchsparte der Süddeutschen Zeitung, in der Bücher in den Bereichen Reise, Freizeit und Regionalika veröffentlicht werden. Im August 2023 übernahm das Verlagshaus die Magazin-Familie P.M. von Gruner + Jahr unter dem Dach von RTL Deutschland. Ende Juni 2024 fusionierte die Verlagshaus-Zeitschrift Schöner Südwesten mit Mein Ländle und wurde zu Mein Ländle – das Schönste aus dem Südwesten.
Zum Jahresanfang 2024 wurde der CONBOOK Verlag und dessen Repertoire in den Themenbereich „Travel“ eingegliedert.

## Verlage
Das Verlagshaus unterteilt seinen Verlag in vier Themenwelten.

### Themenwelt „Travel“
Hier erscheinen Bücher in den Bereichen Reise, Outdoor, Abenteuer, Natur und Heimat. Das Verlagshaus zählt folgende Verlage in diesen Bereich:
- Bruckmann Verlag
- J. Berg Verlag
- Frederking & Thaler Verlag
- SZ-Edition
- Sutton Verlag
- Silberburg Verlag

### Themenwelt „Home“
Hier erscheinen Bücher zu den Bereichen Kochen und Genießen, Wohnen und Garten, Handarbeiten, Kreatives Gestalten und DIY sowie Malen und Zeichnen. Folgende Verlage zählt das Verlagshaus in diesen Bereich:
- Christian Verlag
- Christophorus Verlag
- Selbermachen Media
- Ein Herz für Tiere Media

### Themenwelt „Hobby“
Hierzu zählen Publikationen in den Bereichen Eisenbahn und Modellbahn, Automobile und Nutzfahrzeuge, Luft- und Schifffahrt sowie Militär- und Technikgeschichte. Folgende Verlage zählt das Verlagshaus in diesen Bereich:
- GeraMond Verlag
- VGB Verlagsgruppe Bahn

### Themenwelt „Discover“
Hier erscheinen Bücher in den Bereichen Wissenschaft, Geschichte, Wissen, Mensch und Natur, sowie Fotografie. Folgender Verlag fällt in diese Rubrik:
- National Geographic

Folgende Zeitschriften zählt das Verlagshaus im Bereich „Discover“:
- National Geographic
- National Geographic Special
- National Geographic Traveller
- National Geographic History
- P.M.
- P.M. History
- P.M. Schneller Schlau
- P.M. Logik Trainer

## Autoren (Auswahl)
- Andreas Kieling
- Ulf Kaack
- Alexander Gerst
- Joey Kelly
- Till Lindemann
- Felix Neureuther
- Nazan Eckes
- Chrissy Teigen
- Felicitas Then
- Andreas Hoppe
- Joel Sartore
- Alice Pantermüller
- Robert Bösch
- Michael Martin
- Sy Montgomery
- Michi Schreiber

## Zeitschriften (Auswahl)
- National Geographic Deutschland
- Bergsteiger
- selber machen
- Zuhause Wohnen[23]
- Living & More[24]
- Ein Herz für Tiere
- Geliebte Katze
- dogs
- Bahn Extra
- Lok Magazin
- Straßenbahn Magazin
- eisenbahn magazin
- Miba
- Der Modelleisenbahner
- Auto Classic
- Traktor Classic
- Flugzeug Classic
- Schiff Classic
- Modell Fan
- Clausewitz
- Militär & Geschichte
- P.M. (seit August 2023)